# P. Box
P. Box (skrót od Pandora’s Box, z ang. „Puszka Pandory”) – węgierski zespół rockowy, założony w Budapeszcie w 1980 roku przez dwóch byłych członków zespołu P. Mobil – Sándora Bencsika i Istvána Cserhátiego.

## Historia
Byli członkowie zespołu P. Mobil - gitarzysta solowy, Sándor Bencsik, oraz klawiszowiec, István Cserháti, postanowili założyć w 1980 roku nowy zespół. Wkrótce potem zatrudnili w nim wokalistę, Miklósa Vargę, perkusistę Istvána Szabó oraz basistę Józsefa Sáfára. W 1983 roku Varga opuścił zespół, a zastąpił go Gyula Vikidál, były wokalista zespołów P. Mobil oraz Dinamit. Po dołączeniu w 1985 roku Zoltána Pálmai, z pięciu członków zespołu aż czterech grało wcześniej w P. Mobil.
Zespół rozpadł się w 1986 roku, ponieważ Cserháti przeprowadził się do Debreczyna, który znajduje się 220 km od Budapesztu. Bencsik, Zselencz i Pálmai wraz z Gyulą „Billem” Deákiem, stworzyli grupę Bill és a Box Company, w której przez krótki okres koncertowali, grając piosenki P. Box oraz Hobo Blues Band.
Cserháti reaktywował grupę w 2001 roku, a dołączyli do niej niektórzy członkowie zespołów Aberra i Szfinx. W 2005 roku zmarł na raka, w wieku 51 lat. W listopadzie 2005 roku grupa zmieniła nazwę na Pandora’s Box. Grupa rozwiązała się w 2006 roku (ostatnie koncerty: 3 listopada w Debreczynie oraz 11 listopada w Budapeszcie). W 2009 roku grupa ponownie wznowiła działalność. W tym okresie dwóch dawnych członków P. Box – József Sáfár i István Szabó – założyło grupę o tej samej nazwie.

## Dyskografia

### Albumy studyjne
- P. Box (1981)
- Kő kövön (1983)
- Ómen (1985)
- Reményre ítélve (2002)
- Pangea (2005)

### Albumy koncertowe
- 1...2...3...Start (1982; wspólnie z Eddą i Karthago)
- Vágtass velünk! (2003)

### Kompilacje
- Mondd, mennyit ér egy falat kenyér? (różni artyści, 1985)
- A zöld, a bíbor és a fekete (1995)

### Single
- Halálkatlan / A bolond (1981)
- A zöld, a bibor és a fekete / Valami rock and roll (1982)
- Újra nyitva (2001)